# Тасуев, Альви
Альви Тасуев (род. 15 октября 1974 года, с. Октябрьское, Грозненский район, Чечено-Ингушская ССР, — 24 марта 2005 года, в том же районе в селе Бердыкель) — один из лидеров чеченских сепаратистов, полевой командир, 2-й амир (лидер) Курчалоевского Джамаата ичкерийского вооружённого сопротивления, активный участник Второй войны в Чеченской Республике, заместитель командующего Восточным Фронтом ВС ЧРИ — Ахмада Авдорханова. Командовал Курчалоевским сектором Восточного фронта Вооружённых сил Ичкерии. Ближайший сподвижник и телохранитель президента Ичкерии Аслана Масхадова. Известен под псевдонимами "амир Асад", "Пират", "Шрам" и позывным "Граф".

## Биография

### Происхождение
Альви Тасуев родился 15 октября 1974 года в селе Октябрьское Грозненского района Чечено-Ингушской ССР (ныне Байсангуровского района Чеченской Республики). По национальности — чеченец.
Нет каких-либо сведений о деятельности Альви Тасуева до Второй чеченской войны.

### Вторая российско-чеченская война
Среди чеченских моджахедов Альви был известен под кличками «амир Асад», «Пират», «Шрам» и позывным «Граф». Он входил в ближайшее окружение президента Чеченской Республики Ичкерия Аслана Масхадова и был его личным телохранителем и ближайшим помощником.
Известно, что с начала 2000—х годов Тасуев воевал в составе Восточного фронта Вооруженных сил ЧРИ против Российских войск на территории Чеченской Республики, затем (после ликвидации Руслана Мангериева) Тасуев возглавил Курчалоевский джамаат Восточного фронта в структуре Кавказского фронта, был заместителем командующего Восточным фронтом Ахмада Авдорханова.

### Диверсионные акты
По данным российского командования, Тасуев осуществил большое количество нападений на федеральные войска в Чеченской Республике и на Северном Кавказе:
— Подрывы и обстрелы авто и бронетехники федеральных войск в 2000—2003 гг.;
— Подрыв автомобиля в Ленинском районе Грозного (2001 год);
— Похищение и убийство двух сотрудников СБП ЧР (2003 год);
— Нападение на Ингушетию (июнь 2004 года);
— Нападение на село Автуры Шалинского района (июль 2004 года);
— Нападение на село Цоцин—Юрт Курчалойского района (2004 год).
Пророссийские силы в Чечне обвиняли Тасуева в убийстве 27—летнего племянника Ахмата—Хаджи Кадырова Лечу, и личного друга Ахмата—Хаджи Кадырова, начальника ОВД Курчалоевского района Салмана Абуева, а также близкого родственника Кадырова, заместителя коменданта Курчалоевского района, местного представителя «Единой России». Всего же в период 2001—2005 годов джамаат под руководством амира Асада убил до ста кадыровских чиновников, милиционеров, и военнослужащих, которые были назначены президентом Чечни Ахматом-Хаджи Кадыровым.

### Смерть
Убит 24 марта 2005 года в селе Бердыкель Грозненского района Республики. На предложение сдаться Тасуев оказал ожесточённое сопротивление, после чего подорвал себя так называемым поясом смертника.

По информации Вахита Усмаева, командира полка милиции имени Ахмада Кадырова: 
«Бандит сопротивлялся, сколько мог, у него очень много гранат было, гранатами раскидывался. Сопротивление он оказал ожесточëнное. И в результате его пришлось уничтожить, живьем его никак не смогли взять».